# М (паровоз)
Парово́з типа 2-4-0, серии М («Маруся») — 3-х цилиндровый пассажирский паровоз, производившийся с 1926 по 1930 год для обслуживания главных пассажирских направлений сети железных дорог СССР. До замены паровозами серии ИС относился к категории пассажирских паровозов большой мощности.

## Предыстория появления паровоза
После окончания Гражданской войны состояние путевого хозяйства оставляло желать лучшего и не позволяло поднимать мощность паровозов за счёт увеличения их сцепного веса. В то же время, для обеспечения возрастающего пассажиропотока, требовались более мощные пассажирские паровозы способные водить тяжёлые многотонные пассажирские составы для того, чтобы поднять сцепной вес, общую массу поезда - и скорость пассажирских поездов.
Имеющиеся тогда на дорогах, наиболее мощные, паровозы серии С были спроектированы в качестве курьерских и приспособлены для вождения только лёгких пассажирских составов. Для решения проблемы обеспечения возросшего пассажиропотока, было выбрано два параллельных направления. Коломенский завод приступил к созданию паровоза средней мощности, путём реконструкции паровоза типа 1-3-1, серии С, с целью установки более мощного котла, а Путиловский, путём разработки принципиально нового 3-х цилиндрового паровоза повышенной мощности, типа 2-4-0, более сложного конструктивно и дорогостоящего.
В 1923 году на Петроградском заводе «Красный путиловец», под руководством инженера А. С. Раевского, началась разработка проекта нового трёхцилиндрового пассажирского паровоза типа 2-4-0. Проектом предусматривалось: диаметр ведущих колёс 1700 мм, диаметр цилиндров паровой машины 575 мм, ход поршней 700 мм, испаряющая поверхность котла 253 м², поверхность нагрева пароперегревателя 90 м², котловое давление 13 кгс/см², сцепная масса паровоза должна была составлять 72 тонны. Инженер Раевский являлся сторонником паровозов с коленчатыми осями, вследствие этого появилась и трёхцилиндровая паровая машина с приводом от двух цилиндров через дышла на ведущую колёсную пару и от третьего цилиндра на коленчатую ось.
На основании опыта проектирования паровозов типа 2-3-1 серий Ъ, Л, типа 2-3-0 серии Ууу и типа 0-5-0 серии ѣ Раевский предусмотрел на паровозе ряд оригинальных нововведений. Предусматривалось, например, выполнить топку с камерой догорания, передать часть веса паровоза на тендер, а также разместить пальцы спарников в кривошипах колёс под углом 90°, как выполнялось на паровозах с двухцилиндровыми машинами. Последнее предложение позволяло, по мнению Раевского, улучшить условия работы спарников, уменьшить расстройство движущего механизма паровоза по сравнению с расположением наружных кривошипов под углом 120°. После смерти Раевского в 1924 году, при окончательной разработке проекта паровоза ряд его решений принят не был.
Первый паровоз типа 2-4-0, построенный в четвёртом квартале 1926 года заводом «Красный путиловец», вышел на пути 30 апреля 1927 года. По действовавшей в то время системе обозначения паровозов он получил обозначение М160-01.

## Конструкция паровоза
Построенный паровоз кроме трёхцилиндровой машины имел много узлов, впервые применённых на русских паровозах: передний одноклапанный регулятор за перегревателем в особой коробке над дымовой камерой, многоплоскостную параллель, заднюю упругую опору котла, водоподогреватель смешения системы «Красный путиловец». Необычной особенностью были наклонные стенки будки машиниста (как на европейских машинах) — единственный случай на советских паровозах.
Общая масса паровоза в рабочем состоянии составила 99,5 т, сцепная масса 72,5 т, диаметр движущих колёс 1700 мм, диаметр цилиндров 540 мм, ход поршня 700 мм, испаряющая поверхность котла 259,6 м², поверхность нагрева пароперегреватель Шмидта 95,6 м², площадь колосниковой решётки 6 м², котловое давление 13 кгс/см².
Первоначально, конструкционная скорость паровозов была установлена 70 км/ч, но затем, по предложению управления тяги НКПС (ЦТ НКПС), была повышена до 90 км/ч.

## Паровоз Мр
В процессе эксплуатации паровозов выявлялись существенные недостатки: частое боксование, из-за несоответствия мощности паровых машин и сцепного веса; боковая качка, жёсткие удары котла о раму; быстрое нарастание местного проката бандажа ведущей колёсной пары из-за значительного наклона оси среднего цилиндра; неспокойный ход, поломка деталей внутренней машины и расстройство дышлового механизма, существенное воздействие на путь из-за разбивающей траектории движения среднего шатуна и кривошипа; недостаточные размеры зольника и объёма топки из-за расположения котла над сцепными колёсами.
Несмотря на большие поверхность испарения котла и площадь колосниковой решётки - на высоких скоростях, трём цилиндрам не хватало пара. Машинисты вынуждено использовали невыгодные комбинации отсечки и открытия регулятора.
Всё это заставило выпуск серии М прекратить, снизить заложенные в график скорости движения пассажирских поездов, а затем и вообще убрать серию М с главной линии Москва — Севастополь на участки с меньшими скоростями движения (на Рязано-Уральскую, Самаро-Златоустовскую дороги и в депо Златоуст Пермской дороги).
В 1930-м году Научно-исследовательский институт реконструкции тяги принял предложенный инженером Д. Ф. Терениным проект переделки паровоза серии М в двухцилиндровый. При этом наружные цилиндры не изменялись, а с целью компенсации снижения силы тяги повышалось давление пара с 13 до 14,5 кгс/см². Коленчатая ось заменялась прямой, а все детали среднего цилиндра снимались.
НКПС принял проект в 1931 году, а в 1933 году Ворошиловградский паровозостроительный завод изготовил две движущие колёсные пары с прямыми осями, они были подкачены под паровозы М160-59 и М160-81, переделанные на Полтавском и Воронежском паровозоремонтных заводах. Переделанные паровозы поступили в депо Саратов-2 Рязано-Уральской дороги.
Результаты испытаний переделанных паровозов оказались удовлетворительными: Паровоз перестал разбивать путь, ход его стал  спокойным и плавным, заметно меньше стало боксование; за счёт сбалансированности машины и котла сократился расход топлива и возросла скорость. В связи с этим с 1934 года все паровозы серии М были переделаны в двухцилиндровые с присвоением серии Мр ("реконструированный").

## История паровоза
Паровозы серии М строились заводом «Красный путиловец» с 1926 по 1929 год. В связи с прекращением выпуска паровозов этой серии в Петрограде в 1929—1930 году 10 паровозов пришлось достраивать Луганскому заводу. Всего было построено 100 паровозов (1926 — 7, 1927 — 29, 1928 — 41, 1929 — 22, 1930 — 1). Последний паровоз в порядке эксперимента был выпущен с тендером, имеющим буксы с подшипниками качения.
Паровозы серии М (на нефтяном и угольном отоплении), поступали для обслуживания тяжёлых пассажирских поездов дальнего следования, на главных пассажирских направлениях: Рязано-Уральскую дорогу (в депо Кашира, Мичуринск, Тамбов, Саратов-2), Московско-Курскую дорогу (локомотивные депо Москва-Пассажирская, Курск), Южную дорогу (депо Харьков), Приднепровскую дорогу (локомотивные депо Мелитополь, и Джанкой). Паровозы серии М заменили паровозы серий С, У. Последние паровозы, достраивавшиеся Луганским заводом - поступили на Южную и Самаро-Златоустовскую железные дороги.
С 1936 года, паровозы серии М, на главных направлениях заменялись паровозами серии ИС.
В депо Саратов, в среде локомотивных бригад, паровозы М получили революционное прозвище — «Маяк», а паровозы Мр — «Маяк революции». Большой знаток паровозов и автор книги о них инженер Л. Б. Януш ехидно расшифровал это как «мертворождённый». В депо Джанкой паровозы серии М называли — «Маруся». Во время первого же рейса на линии Джанкой — Севастополь «Маруся», имея большую строительную высоту, не вписалась в габариты портала первого же тоннеля и на полном ходу снесла себе дымовую трубу.
В предвоенные годы Мр работали на Южной (депо Полтава), Пензенской (Ртищево, Балашов), Московско-Донбасской и Рязано-Уральской дорогах. В послевоенные годы Мр продолжали работать на линии Москва — Тамбов — Саратов — Уральск, и участках Лев Толстой — Павелец, Узловая — Плеханово.
После войны паровозы серии Мр работали с пассажирскими пригородными поездами. В частности, «М-ки» приписанные к депо Полтава, обслуживали участок Полтава-Харьков.
К настоящему моменту ни один паровоз серии М или Мр не сохранился. Одним из последних мест, где можно было увидеть остатки паровозов серии М, было депо Саратов Приволжской дороги, там два котла с этих паровозов работали в котельной до 2000 года.